# Протогей
Протогей (рос. протогей, англ. Protogäikum, нім. Protogäikum n) — перший найбільший тектонічний етап розвитку Землі, який охоплює допізньопротерозойський (дорифейський) час.
Характеризувався інтенсивними, але рідкісними фазами складчастості.
Змінився неогеєм.